# جامع السكوتي
جامع السكوتي، وهو من مساجد العراق التاريخية الأثرية التي بنيت في عهد الدولة العثمانية بالقرن الثالث عشر الهجري، وسمي الجامع بالسكوتي نسبة إلى الشيخ محمد بن علي السكوتي، وكان الجامع يحتوي على مدرسة دينية تخرج منها الكثير من الأئمة والخطباء، ولقد هدمت المدرسة والجامع في عقد الثمانينيات من القرن العشرين وبني مبنى مسجد في موقعهِ، ويقع الجامع في بابل في منطقة الحلة بمحلة الجباويين، ويحتوي الجامع على مصلى حرم يتسع لأكثر من مائتي مصل، وتقام فيهِ حالياً الصلوات الخمس المكتوبة فقط.